# 駒ヶ根市立東伊那小学校
駒ヶ根市立東伊那小学校（こまがねしりつ ひがしいなしょうがっこう）は、長野県駒ヶ根市にある公立小学校である。

## 周辺
- 県道18号線（伊那街道）
- 県道213号線
- 駒ヶ根市役所東伊那支所
- 東伊那郵便局
- JA上伊那東伊那支所